# Grève pétrolière au Venezuela en 1936
 (août 2022).
La mise en forme du texte ne suit pas les recommandations de Wikipédia : il faut le « wikifier ».
Les points d'amélioration suivants sont les cas les plus fréquents. Le détail des points à revoir est peut-être précisé sur la page de discussion.
- Les titres sont pré-formatés par le logiciel. Ils ne sont ni en capitales, ni en gras.
- Le texte ne doit pas être écrit en capitales (les noms de famille non plus), ni en gras, ni en italique, ni en « petit »…
- Le gras n'est utilisé que pour surligner le titre de l'article dans l'introduction, une seule fois.
- L'italique est rarement utilisé : mots en langue étrangère, titres d'œuvres, noms de bateaux, etc.
- Les citations ne sont pas en italique mais en corps de texte normal. Elles sont entourées par des guillemets français : « et ».
- Les listes à puces sont à éviter, des paragraphes rédigés étant largement préférés. Les tableaux sont à réserver à la présentation de données structurées (résultats, etc.).
- Les appels de note de bas de page (petits chiffres en exposant, introduits par l'outil «  Source ») sont à placer entre la fin de phrase et le point final[comme ça].
- Les liens internes (vers d'autres articles de Wikipédia) sont à choisir avec parcimonie. Créez des liens vers des articles approfondissant le sujet. Les termes génériques sans rapport avec le sujet sont à éviter, ainsi que les répétitions de liens vers un même terme.
- Les liens externes sont à placer uniquement dans une section « Liens externes », à la fin de l'article. Ces liens sont à choisir avec parcimonie suivant les règles définies. Si un lien sert de source à l'article, son insertion dans le texte est à faire par les notes de bas de page.
- La présentation des références doit suivre les conventions bibliographiques. Il est recommandé d'utiliser les modèles {{Ouvrage}}, {{Chapitre}}, {{Article}}, {{Lien web}} et/ou {{Bibliographie}}. Le mode d'édition visuel peut mettre en forme automatiquement les références.
- Insérer une infobox (cadre d'informations à droite) n'est pas obligatoire pour parachever la mise en page.

Pour une aide détaillée, merci de consulter Aide:Wikification.
Si vous pensez que ces points ont été résolus, vous pouvez retirer ce bandeau et améliorer la mise en forme d'un autre article.
 (décembre 2022).
La grève pétrolière au Venezuela de 1936 est la première grève de ce type au Venezuela, débutée le 14 décembre 1936 en comptant avec la direction de plusieurs membres du PCV, en soulignant la participation de Manuel Taborda, José Martínez Puits, Luis Emiro Arrieta et Rodolfo Quintero, qui sont chargés de diriger une grande partie de la masse ouvrière de cette grève, ainsi que la participation active de Max García, Dimanche Mariani, Isidro Barres, Jesús Faría et Olga Luzardo, tous militants et dirigeants communistes,,,,,.

## Contexte
Après la mort de Juan Vicente Gómez en 1935, 1936 commence chargé avec une grande conflictualité sociale et des révoltes populaires des citoyens poursuivant des libertés démocratiques, en exigeant au gouvernement, récemment instauré, d'Eleazar López Contreras, la libération des prisonniers politiques, le retour des exilés et la légalisation des syndicats et une nouvelle loi du travail. Le gouvernement accepte les demandes des manifestants, pourtant, des mois plus tard le gouvernement a présenté le projet législatif "Loi d'Ordre Public" qui limitait le droit à la protestation, ce qui impulse la "grève de juin" contre la loi. Le gouvernement de Contreras comptait avec le soutien du mouvement étudiant et les organisations politiques et syndicales récemment autorisées. Malgré ces soutiens, il y a eu de grandes protestations des travailleurs, en laissant derrière lui un groupe d'ouvriers morts et tant d'autres incarcérés.
Le premier syndicat pétrolier est créé dans l'état de Zulia le 27 février 1936 et fait déjà grève en avril se livrait où une pétition fut déposée à divers pétroliers, dans laquelle il y avait des demandes les plus basiques qu'ils leur étaient jusqu'alors refusées.
Peu à peu, le mal-être au travail se faisait plus évident ; les ouvriers pétroliers dénonçaient de plus en plus fréquemment les conditions auxquelles ils étaient soumis par les entreprises transnationales, la non réalisation de la nouvelle loi du travail et la méconnaissance des syndicats.
C'est pour tous ces antécédents qu'au Venezuela on commémore le 14 décembre chaque année comme "Jour du Travailleur Pétrolier". [réf. nécessaire]

## Grève
Le 30 novembre, les ouvriers de Lagunillas font connaître une série de demandes à The le Venezuela Oil Campany, parmi lesquelles ils demandaient la journée de travail de 8 heures prévue par la loi, la reconnaissance des syndicats par l'entreprise, la réintégration des ouvriers licenciés, un salaire minimum de 10 bolivares, la sécurité industrielle et des logements dignes pour les ouvriers. Après un temps sans réponse de la part du gouvernement, le 14 décembre éclate la grève pétrolière, où participent l'Union de Travailleurs de Zulia et l'Union des Syndicats Pétroliers, les organisations politiques notamment le Parti Communiste et le Parti Révolutionnaire Progressiste, ainsi que le monde étudiant groupé dans la Fédération d'Étudiants du Venezuela (FEV).
La grève consiste en l'arrêt du travail de plus de 20 000 travailleurs au service des compagnies transnationales pétrolières. Ils exigent de meilleures conditions de travail qu'à l'époque : salaires excessivement bas, conditions insalubres, travaux forcés, accidents fréquents et morts au travail, humiliation des travailleurs, manque de bénéfices, parmi tous les abus. La grève prend fin de manière abrupte à la suite d'une violente répression militaire et policière à l'encontre des travailleurs. La signature de l'arrêté du président Eleazar López Contreras le 22 janvier 1937 met fin au conflit avec l'augmentation du salaire d'un bolívar,,,,.
Dans l'état de Zulia, le PCV a ses meilleurs tableaux de base[Quoi ?] nettement prolétaires et une structure très bien définie, ce qui lui procure un rôle fondamental dans le processus de constitution des divers fédérations de syndicats. Par exemple, Manuel Taborda a la responsabilité de diriger les syndicats d'ouvriers pétroliers de Mene Grand, de Saint-Laurent et de Maracaibo. Pendant la grève, les ouvriers qui se préparent pour la lutte  constituent un Comité Central clandestin qui dirige la grève, intégré par Isidro tu Barres (qui préside), Dilío Marín, José Antonio Mayobre, Juan Bautista Fuenmayor et Felipe Hernández,,,,,.